# Durandal
Pour les articles homonymes, voir Durandal (homonymie).
Durandal ou Durendal est le nom de l’épée mythique qui aurait appartenu au chevalier Roland, un personnage de la littérature médiévale et de la Renaissance.
Si Roland a semble-t-il bel et bien existé, et fut chargé de la Marche de Bretagne, « zone tampon » entre la Bretagne et l'Anjou jusqu'à sa mort en 778, ses péripéties et la possession de cette épée, narrées dans la littérature médiévale française, notamment dans la Chanson de Roland écrites plus de deux cents ans après, sont quant à elles fictives.

## La légende
C'est dans le recueil de chansons de geste, le Cycle du roi, composé au XIe siècle pour ses premiers textes, que l'on retrouve la Chanson de Roland. Roland est comte de la Marche de Bretagne, et surtout neveu de Charlemagne. Il combat notamment aux côtés de son ami Olivier (le frère de la fiancée de Roland, Aude) et son épée Hauteclaire, l'archevêque Turpin, possesseur d'Almace et Ogier le Danois avec son épée Courte. L'épée de Charlemagne est Joyeuse.
La légende issue de la Chanson de Roland veut que Durandal, forgée par Galan d'après la Karlamagnús saga ait été donnée à Charlemagne alors qu'il était aux vallons de Maurienne, par un ange de Dieu afin qu'il la remette à un comte capitaine. Charlemagne en ceignit alors Roland. Cette scène se retrouve dans l'œuvre Karl der Große du poète allemand du XIIIe siècle Der Stricker (en). L'épée aurait été prise à des Sarrasins selon d'autres textes.

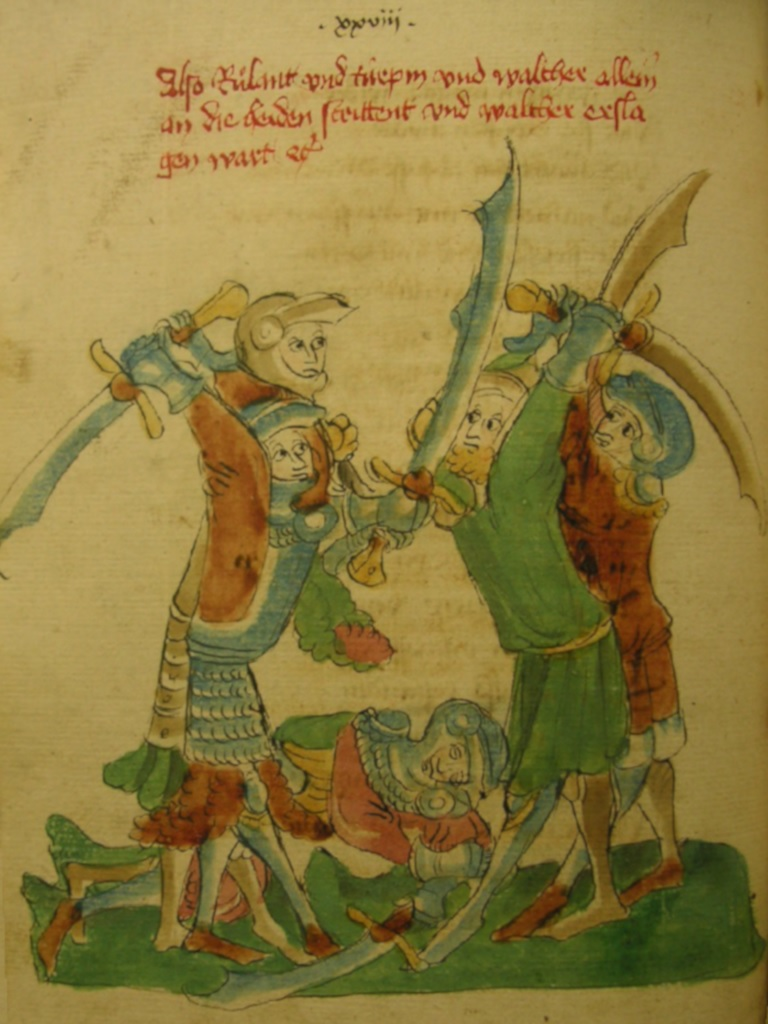
Roland et Turpin lors de la bataille de Roncevaux, avec Durandal et Almace, représentées comme des fauchons.

La mort de Roland à Roncevaux dans une embuscade tendue par des Vascons (Basques) est racontée dans la Chanson de Roland, où les Vascons sont remplacés par les Sarrasins,.
Quand il passe les Pyrénées pour aller lutter contre les Sarrasins en Navarre, Roland commande l'arrière-garde qu'attaquent les Sarrasins au col de Roncevaux, à la suite de la trahison de Ganelon.
Roland et ses hommes résistent jusqu'au dernier. Blessé à mort, il sonne enfin dans son olifant, appelant Charlemagne à son secours. La légende veut que Roland ait tenté de casser sur un rocher son épée Durandal pour qu'elle ne tombe pas aux mains des Sarrasins, mais c'est le rocher qui se brisa, ouvrant la brèche de Roland.
Roland aurait alors appelé l'archange Gabriel à l'aide, puis lancé son épée vers la vallée. Celle-ci traversa alors miraculeusement plusieurs centaines de kilomètres avant de se ficher dans le rocher de Notre-Dame de Rocamadour.
Dans le chant XIV du Roland furieux, l'Arioste déclare que Durandal a d'abord été l'épée du héros de la guerre de Troie Hector, avant d'être celle de Roland.

## Étymologie
Il semble que le nom « Durandal », où se trouvent les racines latines « durus » et d'ancien français « dur », signifie qu'il s'agit d'une épée « solide, résistante, durable »,.
Selon Wido Bourel, « D(e)urandal se lit et se comprend [...] comme la locution deur end al. Elle signifie à travers tout ou de part en part. Elle ne peut être comprise que dans la langue des Flamands ».

## La copie de Durandal à Rocamadour
Avant de rejoindre Charlemagne en Espagne pour guerroyer contre les Vascons, Roland se serait rendu à Rocamadour pour invoquer le secours de la Vierge. Il lui offrit son épée en hommage, qu'il racheta ensuite au prix de son poids en argent,. Après la mort de Roland, Durandal fut d'abord placée près de lui lors de son inhumation en l'église saint Romain de Blaye, puis aurait été apportée à Rocamadour. Par la suite, elle fut enlevée par Henri au Court-Mantel qui pilla Rocamadour en 1183 et monnaya l'épée pour solder son armée.
De nos jours, une épée présentée comme Durandal fut plantée dans la falaise du sanctuaire de Rocamadour près du toit de la chapelle Notre-Dame. L'existence de cette épée est attestée dès le XVIe siècle.
Elle est également signalée, entre autres, en 1834 par l'abbé Caillau (en) et en 1862 par l'abbé Chevalt, qui entreprit la restauration du sanctuaire de Rocamadour. À cette époque, elle se trouvait fichée dans le mur nord du local dit « chauffoir des moines » (sous la chapelle Saint-Michel), au-dessus du « coffre au verrou légendaire » où les pèlerins venaient déposer leurs offrandes. Cet emplacement dans le mur de la tour Saint-Michel est rapporté par l'ensemble des auteurs depuis le XVIIe siècle.
L'abbé Chevalt relève bien le caractère strictement substitutif et mémoriel de cet ex-voto, destiné à garder le souvenir de la prestigieuse relique. Cette copie fut dérobée dans la nuit du vendredi 21 au samedi 22 juin 2024. Une enquête de police serait en cours afin de retrouver l'épée.
L'épée, ainsi que le verrou du coffre, faisaient l'objet de superstitions liées à la nuptialité et à la fertilité, entrainant des tentatives de contact avec ces objets. Le déplacement de l'épée en hauteur mettra un terme définitif à ces pratiques. L'épée a été exceptionnellement détachée en janvier 2011 et prêtée au Musée de Cluny dans le cadre de son exposition « L'épée. Usages, mythes et symboles ». Bien que factice et ayant dû être plusieurs fois remplacé, l'importance attachée au caractère symbolique et mémoriel de l'ex-voto, dont les origines exactes sont inconnues et remontent à plusieurs siècles,, fait que l'épée avait bénéficié d'une protection particulière lors de son transfert à Paris. Remise en place, son vol a été constaté le 22 juin 2024.

## Dans la culture populaire
Le nom de Durandal est utilisé pour désigner des épées dans de nombreux mangas et jeux vidéo.
Dans l'univers du Donjon de Naheulbeuk, Durandil est une marque d'armes (haches et épées).
La société française Durandal a repris le nom de l'épée mythique.
La Matra Durandal est une bombe anti-tarmac française conçue par l'entreprise Matra, en collaboration avec la Société des ateliers mécaniques de Pont-sur-Sambre, pour être larguée à basse altitude au-dessus de l'objectif.